# Atanycolus longicauda
Atanycolus longicauda är en stekelart som beskrevs av Roy D. Shenefelt 1943. Atanycolus longicauda ingår i släktet Atanycolus och familjen bracksteklar. Inga underarter finns listade.